# リュボミール・トラヴィツァ
リュボミール・トラヴィツァ（セルビア語: Љубомир Травица, 1954年10月1日 - ）は、クロアチア・エルヴェニク出身のセルビアの男子バレーボール選手、指導者。元ユーゴスラビア代表。

## 来歴
トラヴィツァはクロアチア共和国クニン近郊のエルヴェニクで生まれた。バレーボールのキャリアはザグレブのOKムラドストから始まった。彼は1980年モスクワオリンピックのユーゴスラビア代表メンバーだった。
1983年にイタリアのパニーニ・モデナへ移籍。セリエA1のパドヴァ、セリエA2のヴィメルカーテとブルゲーリオでプレーした。指導者のキャリアは1991年にセリエB1のクラブ、ヴァルダーニョに始まり、2002年までA1とA2の幾つものクラブを指導。その後、ギリシャへ渡りオリンピアコスCFPの監督に就任した。2003年から2006年までセルビア・モンテネグロ代表監督を務めた。
2008年から2011年はポーランドのクラブ、アセッコ・レソヴィア・ジェシュフの監督を務めた。

## 人物
- 息子ドラガン・トラヴィツァはイタリア代表。
- 娘婿はクリスチャン・サバーニ。